# Innertkirchen
Innertkirchen je obec v okrese Interlaken-Oberhasli v kantonu Bern ve Švýcarsku. Od 1. ledna 2014 je součástí obce bývalá samostatná obec Gadmen. Žije zde přibližně 1 100 obyvatel. 

## Geografie
Obec se nachází v údolí Haslital v pohoří Berner Oberland, šest kilometrů jihovýchodně od Meiringenu, od kterého je oddělena soutěskou řeky Aary (Aareschlucht), a je regionálním dopravním uzlem. Obec je situována v nejvýchodnější části kantonu Bern, na jeho hranicích s kantony Obwalden, Nidwalden, Uri a Valais. Obcí protéká řeka Aara, která pramení v sousední obci Guttannen na jihu. Innertkirchen je výchozím bodem k ledovci Triftgletscher u Gadmenu a k ledovci Rosenlauigletscher přes Meiringen nebo horskou cestou k chatě Dossen. K Innertkirchenu patří také údolí Gental, na jehož konci se nachází Engstlenalp s jezerem Engstlensee.
Z Innertkirchenu vede cesta také do Understocku a údolí Urbachtal, odkud lze pokračovat k ledovci Gauligletscher či k chatám Dossenhütte a Engelhornhütte.

## Historie

Grund im Haslital (malba z počátku 19. století)

Obec Innertkirchen vznikla v roce 1834 ze zemědělských usedlostí Grund (nebo Hasli im Grund), Bottigen, Wyler-Schattseite, Wyler-Sonnseite a majetkové obce Äppige. Kromě toho je bývalá samostatná obec Gadmen od roku 2014 součástí obce Innertkirchen. Samotný název Innertkirchen je polní název, který obecně označuje údolí nad Kirchetem, přibližně 160 metrů vysokým skalním bradlem, které odděluje Hasli im Grund od Meiringenu. Poprvé je tento název doložen v roce 1393 (slovní spojení Jndrunt dem kÿrchen ze Winkel vnd ze Brugge in der perrochie ze hasle). Výklad názvu Kirchet je nejasný; navrhují se různé latinské (románské) a keltské odvozeniny, jednou z možností je středolatinské carcannum, tedy „řetěz“ (samo o sobě nejasného původu).
Takzvaný Grund byl navštěvován již v římské době; v lokalitě Wyler, nedaleko hostince Tännler, římské nálezy na zdi naznačují místo odpočinku posádek. Ve středověku bylo území dnešní obce součástí císařského dvora Hasli a v roce 1334 s ním přišlo pod správu městského státu Bern. V roce 1713 byly majetky v oblasti, patřící pod farnost Meiringen, spojeny s Gadmenem a Guttannenem do farnosti Hasle im Grund. Ty v Gadmenu a Guttannenu sloužily jako kostely; když se v roce 1816 samy staly farnostmi, Bäuerten se opět připojil k Meiringenu. V roce 1835 byl v Grundu postaven pomocný obchod a v roce 1860 ustavena farnost Innertkirchen; farní centrum bylo postaveno u kostela v Hofu (Grund), který byl postaven v roce 1840. Až do 20. století bylo hlavním zaměstnáním salašnictví a chov dobytka (vývoz skotu, koní, sýrů), střídaly se soukromé usedlosti ve vesnicích v údolí, soukromé farmy a salaše ve vlastnictví zemědělců. Sedláci si často zajišťovali svá práva ve sporech se sousedy (např. v roce 1406 si sedm vesnic zajistilo práva na Gental) a regulovali mj. využívání alpských pastvin, náhon a termíny pastvy. Od roku 1834 postupně přebírala veřejnoprávní povinnosti sedláků (dnes soukromých korporací) obec Innertkirchen.

Letecký pohled (1956)

Místní obyvatelé našli vedlejší zaměstnání jako dělníci v tranzitní dopravě přes průsmyky a jako dělníci v lesích či okolních dolech. Od mulařské stanice (překladiště, dnes obecní úřad) v Grundu vedly obchodní cesty jako mulařské stezky do průsmyku Grimselpass a méně frekventovaného průsmyku Sustenpass a také místní cesty do průsmyku Jochpass až do vybudování prvních silnic v 19. století: od roku 1814 Meiringen – Innertkirchen – Gadmen – Sustenpass, od roku 1873 Innertkirchen – Guttannen – Grimselpass, a konečně v roce 1957 Innertkirchen–Engstlenalp.
Železárna v Mühletalu s vysokou pecí, hamrem, pilou a domky pro zaměstnance (ve Wyleru se zachoval hornický dům) byla od 16. století provozována jako léno bernské vrchnosti; na počátku 19. století byla zrušena. Nadměrné využívání horských lesů ohrožovalo alpy proudy ledovcové vody a lavinami. Po roce 1800 se mezi rostoucím počtem obyvatel rozšířila chudoba; domácí práce (ruční tkalcovství, řezbářství) vynášela příliš málo, a tak mnoho rodin emigrovalo do Ameriky.
Nové možnosti výdělku přinesla výstavba elektráren společností Kraftwerke Oberhasli AG (KWO, založena v roce 1925), která má v Innertkirchenu své sídlo a hlavní kancelář. Průmyslová železnice Meiringen-Innertkirchen-Bahn, kterou vybudovala v roce 1926, podporovala také cestovní ruch, který na počátku 21. století spočíval především v pěší turistice.

## Obyvatelstvo
| Rok            | 1764 | 1850 | 1880 | 1900 | 1930 | 1950 | 1960 | 1970 | 1980 | 1990 | 2000 | 2010 | 2020 |
| Počet obyvatel | 656  | 1375 | 1438 | 1105 | 1074 | 1194 | 1230 | 1064 | 966  | 998  | 936  | 857  | 1072 |

V roce 2000 hovořilo 95,4 % obyvatel obce německy. Ke švýcarské reformované církvi patřilo v roce 2000 76,9 % obyvatel, k římskokatolické církvi se hlásí 12,3 % obyvatel.

## Hospodářství
Obec má přístup ke značnému množství ledovcové tekoucí vody a dvě vodní elektrárny, provozované společnosti KWO, poskytují zhruba 1500 milionů kWh elektřiny ročně. Vedle dřevařského, stavebního a kovodělného průmyslu je nejvýznamnějším zaměstnavatelem elektrárenská společnost KWO s 220 zaměstnanci; zemědělství se stalo vedlejším odvětvím, z alpských sýráren se staly turistické atrakce. Velký význam má také cestovní ruch, zejména v létě.

## Doprava

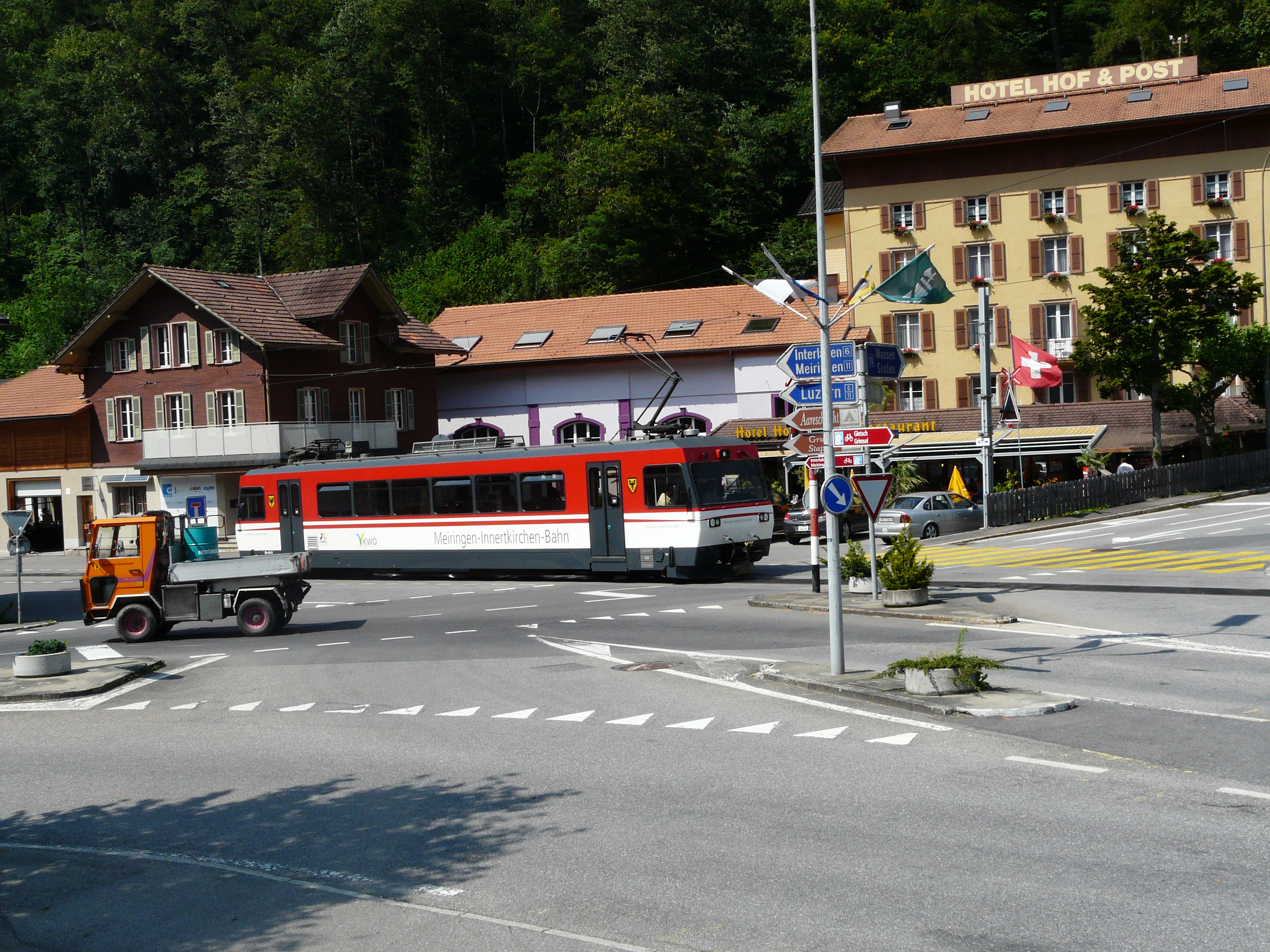
Meiringen-Innertkirchen-Bahn

Z Innertkirchenu se lze dostat do obce Gletsch v kantonu Valais přes průsmyk Grimselpass a do Wassenu v kantonu Uri přes průsmyk Sustenpass. Do Meiringenu vede železniční trať Meiringen-Innertkirchen-Bahn, kterou od roku 2021 provozuje společnost Zentralbahn. Z Meiringenu je možno dále pokračovat tratí Brünigbahn (také provozovanou Zentralbahn), vedoucí do Interlakenu a Lucernu. V létě jezdí z Meiringenu přes Innertkirchen a přes Grimselpass do Oberwaldu v kantonu Valais poštovní autobusová linka a také linka přes Sustenpass z Meiringenu přes Innertkirchen a přes Sustenpass do Wassenu v kantonu Uri a dále do Andermattu.

## Turismus
V Innertkirchenu je pět hotelů se 196 lůžky, jeden penzion s 20 lůžky, 26 rekreačních bytů se 147 lůžky a čtyři skupinová ubytování se 194 lůžky. Jsou zde také čtyři kempy, které v létě využívají rodiny, pěší turisté a cykloturisté. V Innertkirchenu jsou tři restaurace (sezónní podniky).
K okolním zajímavostem patří soutěska Aareschlucht, údolí Urbachtal, vodopády Reichenbachfälle či skanzeny Ballenberg a Hasliberg.

## Fotogalerie

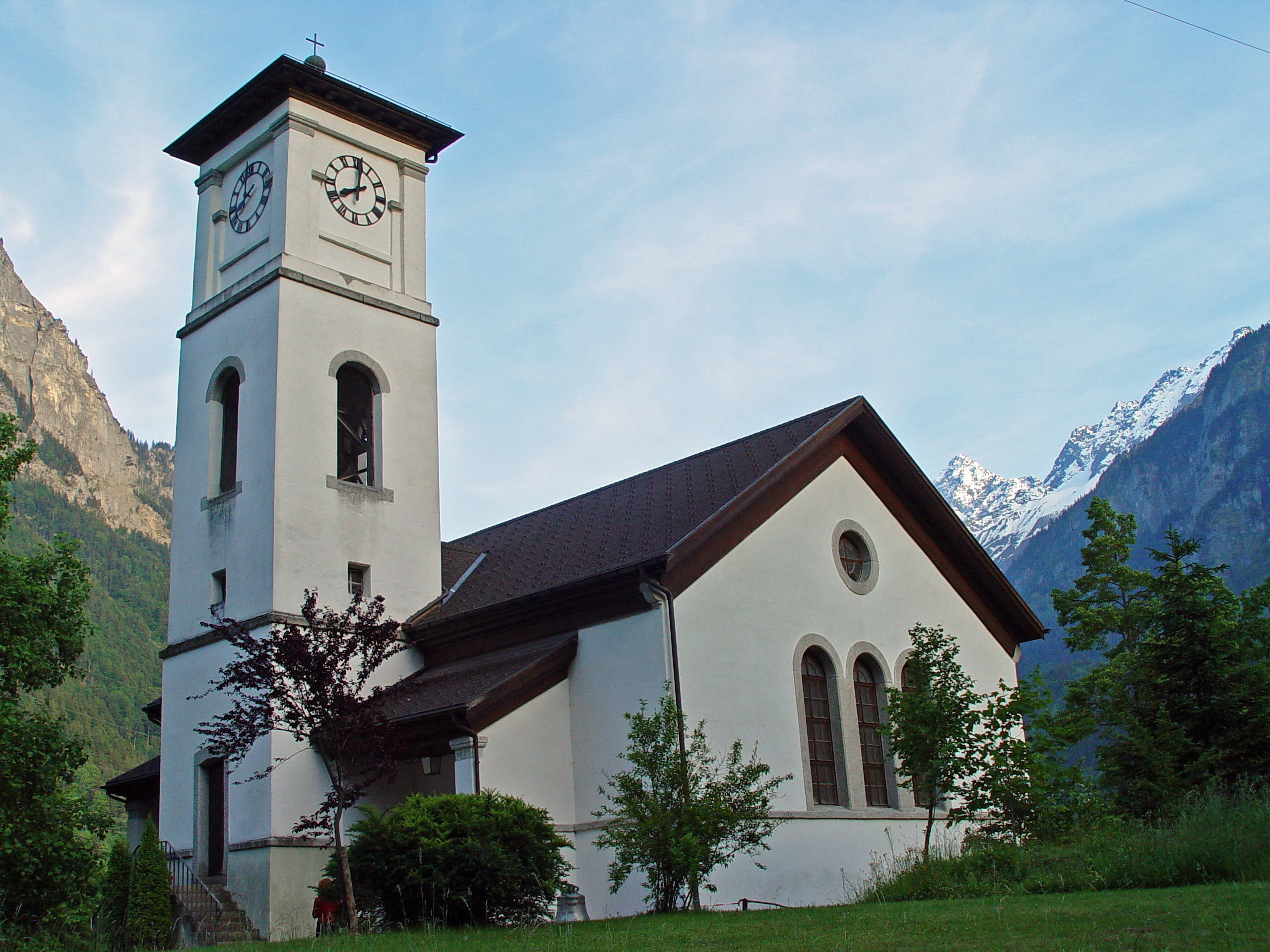
Kostel švýcarské reformované církve
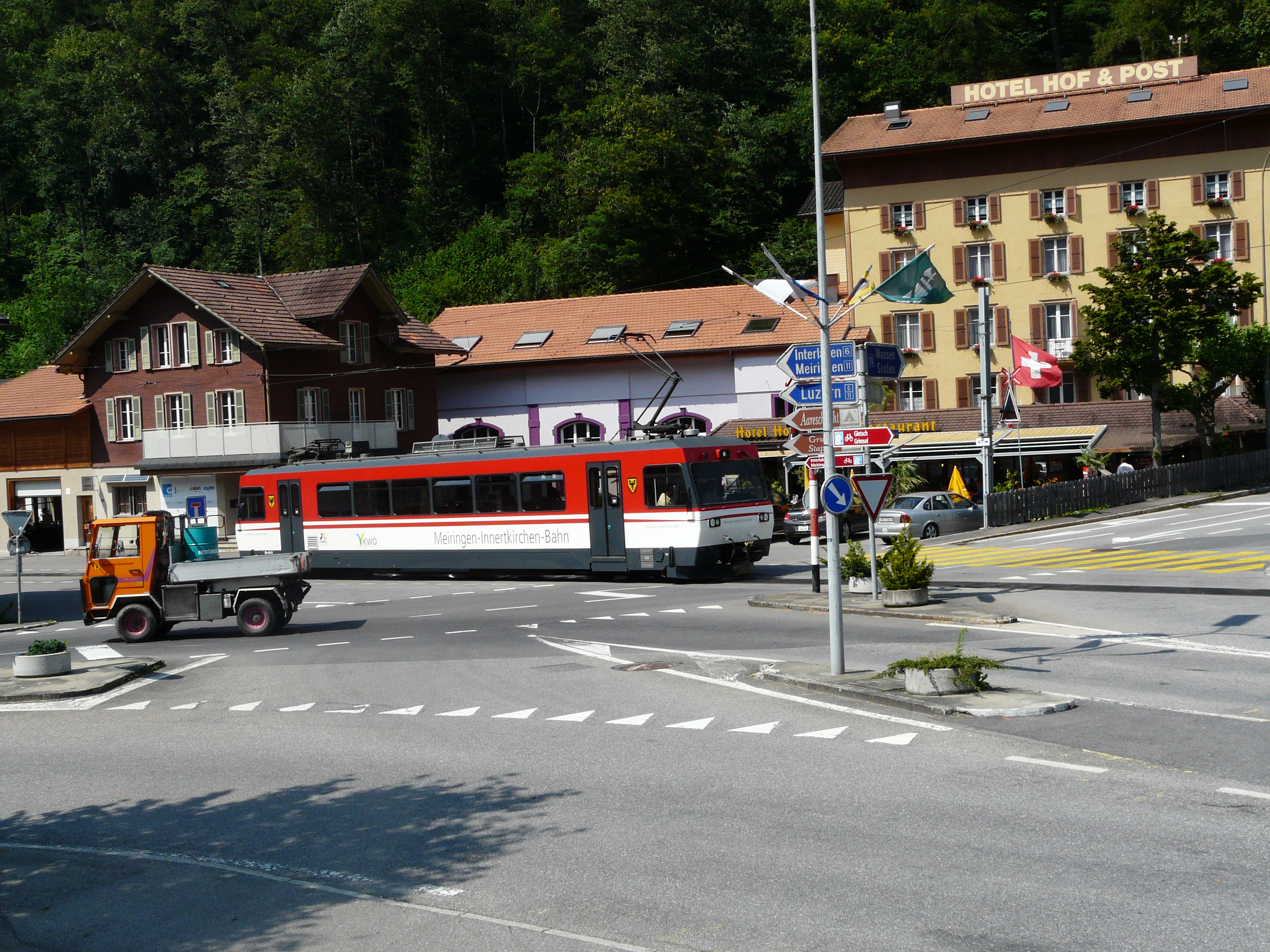
Hotel Hof & Post
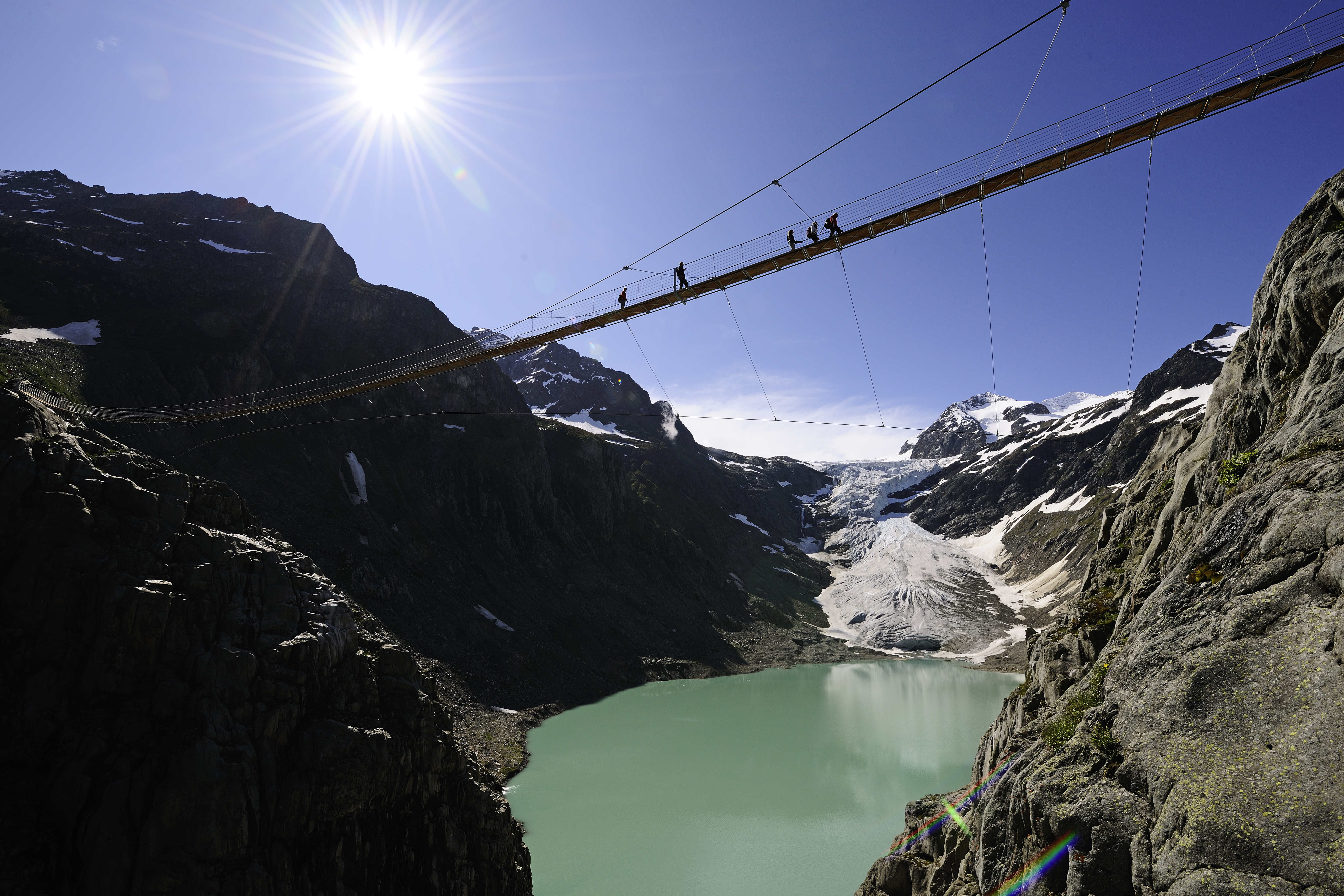
Visutá lávka Triftbrücke
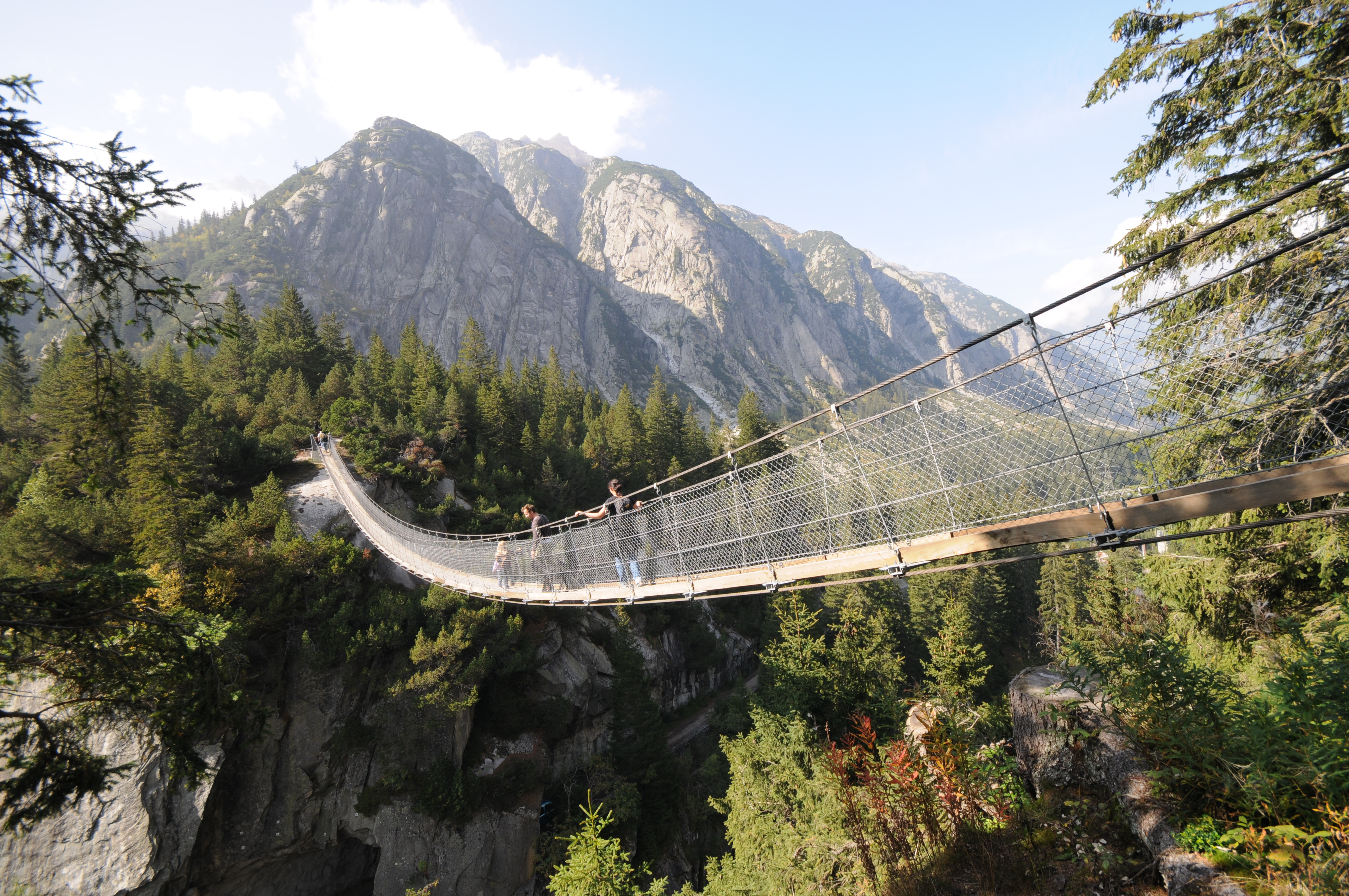
Visutá lávka u elektrárny
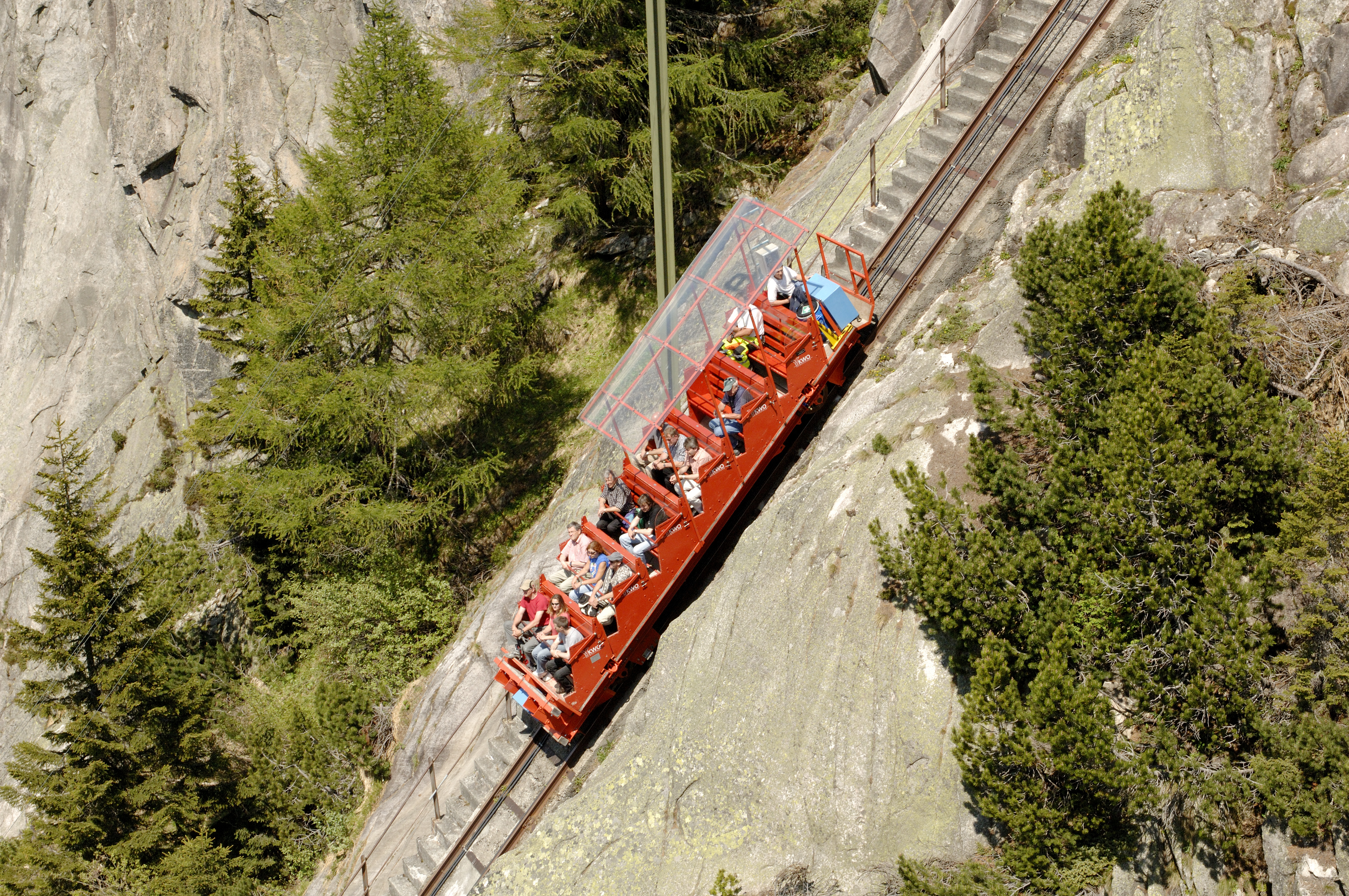
Pozemní lanová dráha Gelmerbahn
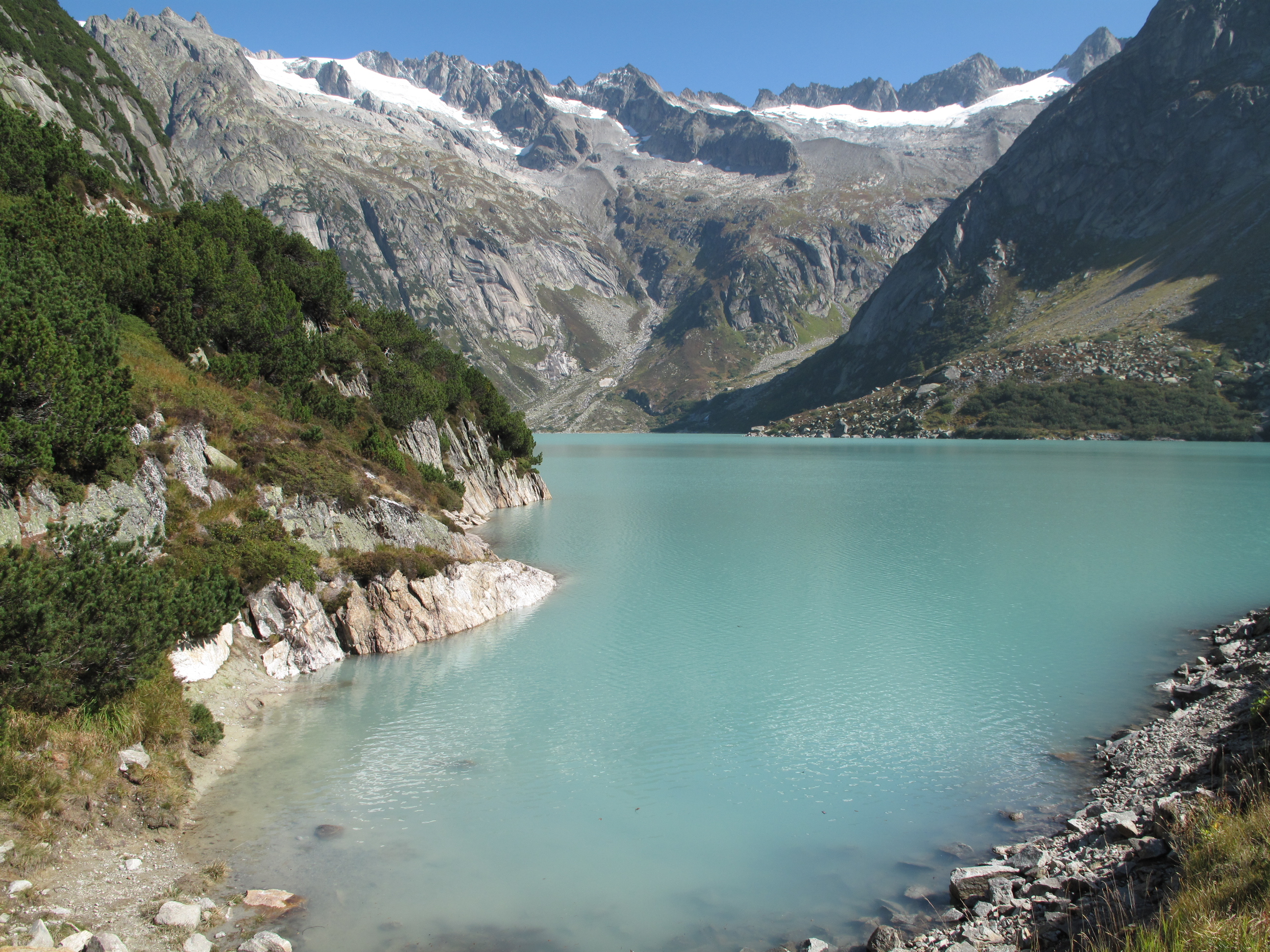
Gelmersee